# Landtagswahlkreis Gütersloh II
Der Landtagswahlkreis Gütersloh II (Wahlkreis 95) ist ein Wahlkreis für die Landtagswahlen in Nordrhein-Westfalen. Er umfasst die Städte Gütersloh und Harsewinkel sowie die Gemeinde Herzebrock-Clarholz, wobei Harsewinkel erst seit 2005 dazugehört (bisher Gütersloh III).

## Landtagswahl 2022
Von 100.194 Wahlberechtigten gaben 54.104 (54,0 %) ihre Stimme ab.
| Direktkandidat  | Partei   | Erststimmen in % | Zweitstimmen in % |
| --------------- | -------- | ---------------- | ----------------- |
| Raphael Tigges  | CDU      | 40,1             | 37,2              |
| Stefan Schneidt | SPD      | 23,8             | 24,7              |
| Wibke Brems     | GRÜNE    | 21,9             | 19,3              |
| Daniel Loermann | FDP      | 4,8              | 5,5               |
| Maxim Dyck      | AfD      | 5,9              | 6,1               |
| Franz Dowhan    | LINKE    | 1,8              | 1,7               |
| –               | sonstige | 1,7              | 5,5               |

## Landtagswahl 2017
Von 100.551 Wahlberechtigten gaben 63.159 (62,8 %) ihre Stimme ab.
| Direktkandidat      | Partei   | Erststimmen in % | Zweitstimmen in % |
| ------------------- | -------- | ---------------- | ----------------- |
| Susanne Kohlmeyer   | SPD      | 34,5             | 31,8              |
| Raphael Tigges      | CDU      | 42,4             | 35,3              |
| Wibke Brems         | GRÜNE    | 7,5              | 7,4               |
| Rainer Gellermann   | FDP      | 5,7              | 11,0              |
| Eric Püschel        | PIRATEN  | 1,4              | 0,8               |
| Rainer Johanterwage | LINKE    | 3,8              | 4,0               |
| Uta Opelt           | AfD      | 4,8              | 6,6               |
| –                   | sonstige | –                | 3,0               |

Neben dem erstmals gewählten Wahlkreisabgeordneten Raphael Tigges (CDU), der das Direktmandat nach fünf Jahren von der SPD zurückgewinnen konnte, wurde zunächst kein weiterer Bewerber aus dem Wahlkreis gewählt. Die Grünen-Kandidatin Wibke Brems rückte jedoch bereits am 15. Juli 2017 über die Landesliste ihrer Partei für die frühere stellvertretende Ministerpräsidentin Sylvia Löhrmann nach, die ihr Mandat niedergelegt hatte. Am 27. Oktober rückte Uta Opelt (AfD) in den Landtag nach.

## Landtagswahl 2012
Von 100.363 Wahlberechtigten gaben 58.552 (58,34 %) ihre Stimme ab.
| Direktkandidat      | Partei   | Erststimmen in % | Zweitstimmen in % |
| ------------------- | -------- | ---------------- | ----------------- |
| Ursula Doppmeier    | CDU      | 36,16            | 29,78             |
| Hans Feuß           | SPD      | 37,75            | 37,89             |
| Wibke Brems         | GRÜNE    | 12,34            | 11,44             |
| Johannes Elstner    | FDP      | 3,83             | 7,42              |
| Ludger Klein-Ridder | LINKE    | 2,35             | 2,26              |
| Torsten Schrammen   | PIRATEN  | 7,26             | 7,27              |
| Rolf Wittkamp       | RRP      | 0,31             | -                 |
| –                   | sonstige | –                | 3,94              |

```
Bei der 
Landtagswahl 2012
 direkt gewählter Abgeordneter ist Hans Feuß von der SPD. Ursula Doppmeier von der CDU und Wibke Brems von den Grünen unterlagen in der Direktwahl, zogen aber beide über die Landeslisten ihrer Parteien in den Landtag ein.
```

## Landtagswahl 2010
Zur Landtagswahl am 9. Mai 2010 umfasste der Wahlkreis 95 Gütersloh II die Gemeinden Gütersloh, Herzebrock-Clarholz und Harsewinkel im Kreis Gütersloh. Im Wahlkreis waren 100.313 Wahlberechtigte gemeldet, von denen 57.722 (57,5 %) ihre Stimme abgaben.
| Direktkandidat            | Partei   | Erststimmen in % | Zweitstimmen in % |
| ------------------------- | -------- | ---------------- | ----------------- |
| Ursula Doppmeier          | CDU      | 40,2             | 37,0              |
| Hans Feuß                 | SPD      | 35,4             | 33,5              |
| Wibke Brems1              | GRÜNE    | 13,6             | 13,0              |
| Hendrik Menzefricke-Koitz | FDP      | 4,4              | 6,0               |
| Johann Roumee             | LINKE    | 5,2              | 5,4               |
| Torsten Schrammen         | PIRATEN  | 1,5              | 1,3               |
| –                         | Sonstige | –                | 3,8               |

Quelle:
1Zog über die Landesliste in den Landtag ein.

## Landtagswahl 2005
Zur Landtagswahl am 22. Mai 2005 umfasste der Wahlkreis 95 Gütersloh II die Gemeinden Gütersloh, Herzebrock-Clarholz und erstmals Harsewinkel im Kreis Gütersloh. Im Wahlkreis waren 98.932 Wahlberechtigte gemeldet, von denen 61.698 (62,4 %) ihre Stimme abgaben.
| Direktkandidat   | Partei | Stimmen in % |
| ---------------- | ------ | ------------ |
| Hans Feuß        | SPD    | 32,9         |
| Ursula Doppmeier | CDU    | 51,0         |
| Dirk Stockamp    | FDP    | 5,5          |
| Jens Hesse       | GRÜNE  | 6,0          |
| Manfred Plüschau | REP    | 1,3          |
| Klaus Seliger    | ödp    | 0,6          |
| Almuth Wessel    | WASG   | 2,6          |

Quelle:

## Landtagswahl 2000
Zur Landtagswahl am 14. Mai 2000 umfasste der Wahlkreis 103 Gütersloh II die Gemeinden Gütersloh und Herzebrock-Clarholz im Kreis Gütersloh.
| Direktkandidat      | Partei  | Stimmen in %1 | Stimmen in %2 |
| ------------------- | ------- | ------------- | ------------- |
| Jürgen Jentsch      | SPD     | 40,7          | 39,9          |
| Ursula Doppmeier    | CDU     | 38,4          | 39,6          |
| Daniel Philipp      | GRÜNE   | 7,2           | 6,9           |
| Lars Diekötter      | FDP     | 9,9           | 9,7           |
| Dietmar Hauke       | REP     | 1,1           | 1,2           |
| Edith Mantikos      | DKP     | 0,1           | 0,1           |
| Hubert Laufer       | Rentner | 1,2           | 1,2           |
| Carsten Stölting    | PDS     | 1,0           | 1,0           |
| Udo Lückenbergefeld | ödp     | 0,4           | 0,4           |

1Wahlergebnis im Landtagswahlkreis 103 von 2000

2Wahlergebnis umgerechnet auf den Landtagswahlkreis 95 von 2005

Quellen:

## Landtagswahl 1995
| Direktkandidat     | Partei      | Stimmen in % |
| ------------------ | ----------- | ------------ |
| Irmgard Klingbeil  | CDU         | 39,8         |
| Jürgen Jentsch     | SPD         | 42,8         |
| Siegfried Kornfeld | GRÜNE       | 10,7         |
| Gerhard Osthus     | FDP         | 5,0          |
| Karl Herrmann      | Naturgesetz | 0,3          |
| Reinhard Wersing   | ödp         | 0,5          |
| Sonstige           | Sonstige    | 0,8          |

Quelle: